# Artemisia nanschanica
Artemisia nanschanica là một loài thực vật có hoa trong họ Cúc. Loài này được Krasch. mô tả khoa học đầu tiên năm 1922.